# Ann-Dorte Christensen
Ann-Dorte Christensen er en dansk professor i kønssociologi ved Institut for Sociologi og Socialt Arbejde ved Aalborg Universitet.

## Uddannelse
Ann-Dorte Christensen blev i 1982 cand.phil. i samfundsfag fra Aalborg Universitet. Fra 1984 til 1987 arbejdede Christensen som kandidatstipendiat på projektet: "De nye sociale bevægelser i 60'erne og 70'erne" ved Institut for Uddannelse og Socialisering ved Aalborg Universitet. I 1990 opnåede Christensen den samfundsvidenskabelige Ph.d.-grad også fra Aalborg Universitet.

## Karriere
Ann-Dorte Christensen var i perioden 1988 til 1992 landsdækkende koordinator for kønsforskningen. I 1992 blev hun ansat som adjunkt i politisk sociologi ved Aalborg Universitet og fortsatte sidenhen som lektor fra 1996. Siden 2008 har Christensen været ansat som professor i kønssociologi ved Institut for Sociologi og Socialt Arbejde ved Aalborg Universitet. Christensens forskning berører hovedsageligt områder som køn, maskulinitet, etnicitet, radikalisering og hverdagsliv, og hun har gennem en årrække arbejdet indgående med analyser af livsfortællinger som indgang til at forstå samfundsudviklingen.
Ann-Dorte Christensen har desuden været forskningsleder på en række projekter. Heriblandt MARS-projektet omhandlende maskulinitet, arbejdsulykker og sikkerhed samt INTERLOC-projektet om køn, klasse og identitet, intersektionalitet og lokalt medborgerskab. Desuden har Christensen været seniorforsker på den danske magtudredning med projektet "Kønsmagt i forandring. Magt og demokratiseringsprocesser i Danmark" sammen med Anette Borchorst og Birte Siim og været tilknyttet forskningsprogrammet GEP, Gender, Empowerment and Politics.
Ann-Dorte Christensen har varetaget en lang række tillidsposter. Heriblandt:
- Spar Nord Fondens Prisbestyrelse
- Medredaktør af NORMA: International Journal for Masculinity Studies
- Medlem af bestyrelsen, Viborg Katedralskole
- Leder af Den Samfundsvidenskabelige forskerskole, Aalborg Universitet
- Medlem af bestyrelsen, Aalborg Universitet
- Medlem af Programstyret for Kjønnsforskning, Divisjon for Vitenskab i Norges Forskningsråd
- Medlem af Ligestillingsrådet